# Łyżwiarstwo szybkie na Zimowych Igrzyskach Olimpijskich 1952 – bieg na 1500 m mężczyzn
Bieg na 1500 metrów mężczyzn w łyżwiarstwie szybkim na Zimowych Igrzyskach Olimpijskich 1952 rozegrano 18 lutego na torze Bislett Stadion. Mistrzem olimpijskim na tym dystansie został Norweg Hjalmar Andersen.

## Wyniki
| Miejsce | Zawodnik             | Państwo           | Czas   |
| ------- | -------------------- | ----------------- | ------ |
| 01 !    | Hjalmar Andersen     | Norwegia          | 2:20,4 |
| 02 !    | Wim van der Voort    | Holandia          | 2:20,6 |
| 03 !    | Roald Aas            | Norwegia          | 2:21,6 |
| 4       | Carl-Erik Asplund    | Szwecja           | 2:22,6 |
| 5       | Kees Broekman        | Holandia          | 2:22,8 |
| 6       | Lassi Parkkinen      | Finlandia         | 2:23,0 |
| 7       | Kauko Salomaa        | Finlandia         | 2:23,3 |
| 8       | Sigvard Ericsson     | Szwecja           | 2:23,4 |
| 8       | Ivar Martinsen       | Norwegia          | 2:23,4 |
| 10      | Ferenc Lőrincz       | Węgry             | 2:23,7 |
| 11      | Tsuneo Sato          | Japonia           | 2:23,9 |
| 12      | Gerard Maarse        | Holandia          | 2:24,3 |
| 12      | Johnny Werket        | Stany Zjednoczone | 2:24,3 |
| 14      | Norman Holwell       | Wielka Brytania   | 2:24,5 |
| 15      | Nic Stene            | Norwegia          | 2:24,8 |
| 16      | Craig MacKay         | Kanada            | 2:25,0 |
| 17      | Ken Henry            | Stany Zjednoczone | 2:25,0 |
| 18      | Pat McNamara         | Stany Zjednoczone | 2:25,5 |
| 19      | Gunnar Ström         | Szwecja           | 2:25,8 |
| 20      | Franz Offenberger    | Austria           | 2:25,9 |
| 21      | József Merényi       | Węgry             | 2:26,1 |
| 22      | Arthur Mannsbarth    | Austria           | 2:26,6 |
| 23      | Masanori Aoki        | Japonia           | 2:26,9 |
| 24      | Kalevi Laitinen      | Finlandia         | 2:27,1 |
| 25      | Toivo Salonen        | Finlandia         | 2:27,4 |
| 26      | Cockie van der Elst  | Holandia          | 2:27,6 |
| 26      | John Wickström       | Szwecja           | 2:27,6 |
| 28      | Donald McDermott     | Stany Zjednoczone | 2:28,8 |
| 29      | Ralf Olin            | Kanada            | 2:29,3 |
| 30      | Colin Hickey         | Australia         | 2:30,4 |
| 31      | Enrico Musolino      | Włochy            | 2:30,7 |
| 32      | Guido Citterio       | Włochy            | 2:30,8 |
| 33      | Sukenobu Kudo        | Japonia           | 2:31,6 |
| 34      | Kiyotaka Takabayashi | Japonia           | 2:32,0 |
| 35      | Bill Jones           | Wielka Brytania   | 2:32,2 |
| 36      | Konrad Pecher        | Austria           | 2:34,8 |
| 37      | Robert Laboubée      | Belgia            | 2:36,4 |
| 38      | John Hearn           | Wielka Brytania   | 2:40,1 |
| 39      | Jean Massez          | Belgia            | 2:43,8 |